# Mother (álbum de In This Moment)
Mother  es el séptimo álbum de la banda de metalcore In This Moment. Fue lanzado por Roadrunner Records que conjuntaran con la otra disquera Atlantic Records el 27 de marzo de 2020. El álbum fue producido por Kevin Churko quien produjo su anterior álbum Ritual (2017).

## Antecedentes
El 14 de octubre de 2018, Chris Howorth publicó una foto en su página de Instagram indicando que ya se está produciendo el séptimo álbum de la banda. El 12 de noviembre, un video corto con texto parpadeante y giratorio con la palabra "Madre" se subió al Instagram oficial de la banda. El sitio web oficial de la banda también presenta este clip de texto en movimiento antes de ingresar al sitio. La página de bienvenida tiene un título que dice 'Verano 2019'.
El 17 de febrero de 2019, Maria Brink publicó un video corto de ella misma yendo al The Hideout Recording Studio en Las Vegas, NV. Un artículo publicado por Loudwire afirma que es muy probable que la banda vuelva a tocar con el productor Kevin Churko, quien produjo los últimos cinco álbumes, incluido Ritual. Unos días más tarde (24 de febrero de 2019), Brink publicó otro video de la banda trabajando en el estudio, con el subtítulo 'Studio Nights' y el hashtag 'Mother'. La grabación del álbum se completó en la primavera de 2019.

## Lista de canciones
Todas las canciones escritas y compuestas por Maria Brink, Chris Howorth and Kevin Churko, except where noted. 
| Mother track listing |                                                                    |          |  |
| N.º                  | Título                                                             | Duración |  |
| 1.                   | «The Beginning (Interlude)»                                        | 1:27     |  |
| 2.                   | «Fly Like an Eagle» (Cover de Steve Miller Band)                   | 4:01     |  |
| 3.                   | «The Red Crusade (Interlude)»                                      | 0:44     |  |
| 4.                   | «The In-Between»                                                   | 4:14     |  |
| 5.                   | «Legacy»                                                           | 4:49     |  |
| 6.                   | «We Will Rock You» (Cover de Queen; con Lzzy Hale y Taylor Momsen) | 3:05     |  |
| 7.                   | «Mother»                                                           | 4:09     |  |
| 8.                   | «As Above, So Below»                                               | 4:09     |  |
| 9.                   | «Born in Flames»                                                   | 4:04     |  |
| 10.                  | «God Is She»                                                       | 4:39     |  |
| 11.                  | «Holy Man»                                                         | 3:35     |  |
| 12.                  | «Hunting Grounds» (con Joe Cotela de Ded)                          | 4:33     |  |
| 13.                  | «Lay Me Down»                                                      | 4:09     |  |
| 14.                  | «Into Dust» (Cover de Mazzy Star)                                  | 6:41     |  |

## Posicionamiento en lista
| Lista (2020)                          | Posiciones |
| ------------------------------------- | ---------- |
| Alemania (Media Control Charts)       | 38         |
| Austria (Ö3 Austria)                  | 46         |
| Canadá (Billboard Canadian Albums)    | 65         |
| Hungría (MAHASZ)                      | 7          |
| Escocia (Scottish Albums Chart)       | 18         |
| Suiza (Schweizer Hitparade)           | 46         |
| Reino Unido (UK Albums Chart)         | 96         |
| Estados Unidos (Billboard 200)        | 34         |
| Estados Unidos (Top Hard Rock Albums) | 2          |
| Estados Unidos (Top Rock Albums)      | 2          |

## Personal
- Maria Brink - voz
- Chris Howorth - guitarra solista, coros
- Travis Johnson - guitarra baja
- Randy Weitzel - guitarra rítmica
- Kent Diimmel - batería
- Lzzy Hale de Halestorm - voces adicionales en "We Will Rock You"
- Taylor Momsen de The Pretty Reckless - voces adicionales en "We Will Rock You"
- Joe Cotela de Ded - voces adicionales en "Hunting Grounds"